# Гікман (округ, Теннессі)
Шаблон:StateAbbr_ 35°48′ пн. ш. 87°28′ зх. д. / 35.8° пн. ш. 87.47° зх. д.
Округ  Гікман (англ. Hickman County) — округ (графство) у штаті  Теннессі, США. Ідентифікатор округу 47081.

## Історія
Округ утворений 1807 року.

## Демографія
За даними перепису 2000 року загальне населення округу становило 22295 осіб, усе сільське. Серед мешканців округу чоловіків було 11801, а жінок — 10494. В окрузі було 8081 домогосподарство, 5952 родин, які мешкали в 8904 будинках. Середній розмір родини становив 3,02.
Віковий розподіл населення поданий у таблиці:
| Стать    | До 15 років | 15-21 | 22-29 | 30-39 | 40-49 | 50-65 | 65-85 | Понад 85 |
| -------- | ----------- | ----- | ----- | ----- | ----- | ----- | ----- | -------- |
| Чоловіки | 2475        | 1074  | 1362  | 2031  | 1840  | 1893  | 1069  | 57       |
| Жінки    | 2139        | 905   | 1017  | 1521  | 1567  | 1802  | 1333  | 210      |

## Суміжні округи
- Діксон — північ
- Вільямсон — схід
- Морі — південний схід
- Льюїс — південь
- Перрі — захід
- Гамфріс — північний захід

## Виноски
1. ↑  U.S. Decennial Census. United States Census Bureau. Архів оригіналу за 26 квітня 2015. Процитовано 5 квітня 2015.
2. ↑  Historical Census Browser. University of Virginia Library. Архів оригіналу за 11 серпня 2012. Процитовано 5 квітня 2015.
3. ↑  Forstall, Richard L., ред. (27 березня 1995). Population of Counties by Decennial Census: 1900 to 1990. United States Census Bureau. Архів оригіналу за 21 лютого 2015. Процитовано 5 квітня 2015.
4. ↑  Census 2000 PHC-T-4. Ranking Tables for Counties: 1990 and 2000 (PDF). United States Census Bureau. 2 квітня 2001. Архів оригіналу (PDF) за 18 грудня 2014. Процитовано 5 квітня 2015.
5. ↑  State & County QuickFacts. United States Census Bureau. Архів оригіналу за 4 липня 2011. Процитовано 2 грудня 2013.(англ.) Наведено за англійською вікіпедією.
6. ↑  American FactFinder. Бюро перепису населення США. Архів оригіналу за 21 травня 2008. Процитовано 31 січня 2008.

| США | Це незавершена стаття з географії США. Ви можете допомогти проєкту, виправивши або дописавши її. |